# Rio Apiaú
Rio Apiaú är ett vattendrag i Brasilien.   Det ligger i delstaten Roraima, i den norra delen av landet, 2 500 km nordväst om huvudstaden Brasília.
I omgivningarna runt Rio Apiaú växer i huvudsak städsegrön lövskog. Trakten runt Rio Apiaú är nära nog obefolkad, med mindre än två invånare per kvadratkilometer.